# 13. ceremonia wręczenia Oscarów
13. ceremonia rozdania Oscarów odbyła się 27 lutego 1941 roku w Hotelu Biltmore w Los Angeles.

## Laureaci i nominowani

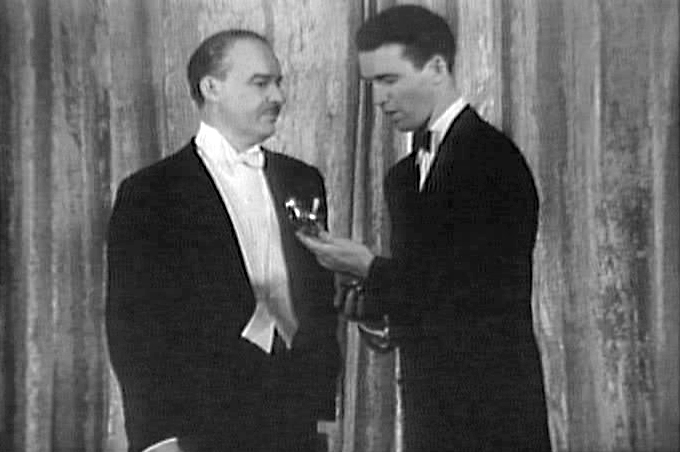
James Stewart odbiera Oscara

Dla wyróżnienia zwycięzców poszczególnych kategorii, napisano ich pogrubioną czcionką oraz umieszczono na przedzie (tj. poza kolejnością nominacji na oficjalnych listach).

### Najlepszy Film
- wytwórnia: Selznick International Pictures − Rebeka
- wytwórnia: Warner Bros. − Guwernantka
- wytwórnia: Walter Wanger − Zagraniczny korespondent
- wytwórnia: 20th Century Fox − Grona gniewu
- wytwórnia: Charles Chaplin Productions − Dyktator
- wytwórnia: RKO Radio Pictures − Kitty Foyle
- wytwórnia: Warner Bros. − List
- wytwórnia: Argosy-Wanger − Długa podróż do domu
- wytwórnia: Sol Lesser − Nasze miasto
- wytwórnia: MGM − Filadelfijska opowieść

### Najlepszy Aktor
- James Stewart − Filadelfijska opowieść
- Charlie Chaplin − Dyktator
- Henry Fonda − Grona gniewu
- Raymond Massey − Abe Lincoln in Illinois
- Laurence Olivier − Rebeka

### Najlepsza Aktorka
- Ginger Rogers − Kitty Foyle
- Bette Davis − List
- Joan Fontaine − Rebeka
- Katharine Hepburn − Filadelfijska opowieść
- Martha Scott − Nasze miasto

### Najlepszy Aktor Drugoplanowy
- Walter Brennan – Człowiek z Zachodu
- Albert Bassermann – Zagraniczny korespondent
- William Gargan – They Knew What They Wanted
- Jack Oakie – Dyktator
- James Stephenson – List

### Najlepsza Aktorka Drugoplanowa
- Jane Darwell – Grona gniewu
- Judith Anderson – Rebeka
- Ruth Hussey – Filadelfijska opowieść
- Barbara O’Neil – Guwernantka
- Marjorie Rambeau – Primrose Path

### Najlepszy Reżyser
- John Ford − Grona gniewu
- Sam Wood − Kitty Foyle
- William Wyler − List
- George Cukor − Filadelfijska opowieść
- Alfred Hitchcock − Rebeka

### Najlepszy Scenariusz Oryginalny
- Preston Sturges − Wielki McGinty
- Ben Hecht − Anioły z Broadwayu
- John Huston, Heinz Herald i Norman Burnside − Eksperyment doktora Ehrlicha
- Charles Bennett i Joan Harrison − Zagraniczny korespondent
- Charlie Chaplin − Dyktator

### Najlepsze Materiały do Scenariusza
- Benjamin Glazer i John S. Toldy − Ukaż się, moja ukochana
- Walter Reisch − Towarzysz X
- Dore Schary i Hugo Butler − Edison
- Bella Spewack, Samuel Spewack i Leo McCarey − Moja najmilsza żona
- Stuart N. Lake − Człowiek z zachodu

### Najlepszy Scenariusz Adaptowany
- Donald Ogden Stewart − Filadelfijska opowieść
- Nunnally Johnson − Grona gniewu
- Dalton Trumbo − Kitty Foyle
- Dudley Nichols − Długa podróż do domu
- Robert E. Sherwood i Joan Harrison − Rebeka

### Najlepsze Zdjęcia

#### Film Czarno-Biały
- George Barnes − Rebeka
- James Wong Howe − Abe Lincoln in Illinois
- Ernest Haller − Guwernantka
- Charles B. Lang − Ukaż się, moja ukochana
- Harold Rosson − Gorączka nafty
- Rudolph Maté − Zagraniczny korespondent
- Tony Gaudio − List
- Gregg Toland − Długa podróż do domu
- Joseph Valentine − Spring Parade
- Joseph Ruttenberg − Pożegnalny walc

#### Film Kolorowy
- Georges Périnal − Złodziej z Bagdadu
- Oliver T. Marsh i Allen Davey − Bitter Sweet
- Arthur Charles Miller i Ray Rennahan − Błękitny ptak
- Leon Shamroy i Ray Rennahan − Down Argentine Way
- Victor Milner i W. Howard Greene − Policja konna Północnego Zachodu
- Sidney Wagner i William V. Skall − Północno-zachodnie przejście

### Najlepsza Scenografia i Dekoracja Wnętrz

#### Film Czarno-Biały
- Cedric Gibbons i Paul Groesse − Duma i uprzedzenie
- Hans Dreier i Robert Usher − Ukaż się, moja ukochana
- Lionel Banks i Robert Peterson − Arizona
- John Otterson − The Boys from Syracuse
- John Victor Mackay − Czarny oddział
- Alexander Golitzen − Zagraniczny korespondent
- Richard Day i Joseph C. Wright − Lillian Russell
- Van Nest Polglase i Mark-Lee Kirk − Moja najmilsza żona
- John DuCasse Schulze − My Son, My Son
- Lewis J. Rachmil − Nasze miasto
- Lyle Wheeler − Rebeka
- Anton Grot − Sokół morski
- James Basevi − Człowiek z Zachodu

#### Film Kolorowy
- Vincent Korda − Złodziej z Bagdadu
- Cedric Gibbons i John S. Detlie − Bitter Sweet
- Richard Day i Joseph C. Wright − Down Argentine Way
- Hans Dreier i Roland Anderson − Policja konna Północnego Zachodu

### Najlepszy Dźwięk
- Metro-Goldwyn-Mayer Studio Sound Department, reżyser dźwięku: Douglas Shearer − Strike Up the Band
- Republic Studio Sound Department, reżyser dźwięku: Charles L. Lootens − Behind the News
- Hal Roach Studio Sound Department, reżyser dźwięku: Elmer A. Raguse − Captain Caution
- 20th Century-Fox Studio Sound Department, reżyser dźwięku: E.H. Hansen − Grona gniewu
- General Service Sound Department, reżyser dźwięku: Jack Whitney − The Howards of Virginia
- RKO Radio Studio Sound Department, reżyser dźwięku: John Aalberg − Kitty Foyle
- Paramount Studio Sound Department, reżyser dźwięku: Loren L. Ryder − Policja konna Północnego Zachodu
- Samuel Goldwyn Studio Sound Department, reżyser dźwięku: Thomas T. Moulton − Nasze miasto
- Warner Bros. Studio Sound Department, reżyser dźwięku: Nathan Levinson − Sokół morski
- Universal Studio Sound Department, reżyser dźwięku: Bernard B. Brown − Spring Parade
- Columbia Studio Sound Department, reżyser dźwięku: John Livadary − Too Many Husbands

### Najlepsza Piosenka
- „When You Wish Upon a Star” − Pinokio − muzyka: Leigh Harline, słowa: Ned Washington
- „Down Argentine Way” − Down Argentine Way − muzyka: Harry Warren, słowa: Mack Gordon
- „I'd Know You Anywhere” − You'll Find Out − muzyka: Jimmy McHugh, słowa: Johnny Mercer
- „It's a Blue World” − Music in My Heart − muzyka i słowa: Chet Forrest i Bob Wright
- „Love of My Life” − Druga zwrotka − muzyka: Artie Shaw, słowa: Johnny Mercer
- „Only Forever” − Rhythm on the River − muzyka: James Monaco, słowa: Johnny Burke
- „Our Love Affair” − Strike Up the Band − muzyka i słowa: Roger Edens i Arthur Freed
- „Waltzing in the Clouds” − Spring Parade − muzyka: Robert Stolz, słowa: Gus Kahn
- „Who Am I?” − Hit Parade of 1941 − muzyka: Jule Styne, słowa: Walter Bullock

### Najlepsza Muzyka

#### Najlepsza Muzyka Oryginalna
- Leigh Harline, Paul J. Smith i Ned Washington − Pinokio
- Victor Young − Arizona
- Victor Young − Czarny oddział
- Louis Gruenberg − The Fight for Life
- Meredith Willson − Dyktator
- Frank Skinner − The House of the Seven Gables
- Richard Hageman − The Howards of Virginia
- Max Steiner − List
- Richard Hageman − Długa podróż do domu
- Alfred Newman − Znak Zorro
- Roy Webb − Moja najmilsza żona
- Victor Young − Policja konna Północnego Zachodu
- Werner Heymann − Milion lat przed naszą erą
- Aaron Copland − Nasze miasto
- Franz Waxman − Rebeka
- Miklós Rózsa − Złodziej z Bagdadu
- Herbert Stothart − Pożegnalny walc

#### Najlepsza Ścieżka Muzyczna
- Alfred Newman − Tin Pan Alley
- Victor Young − Ukaż się, moja ukochana
- Cy Feuer − Hit Parade of 1941
- Anthony Collins − Irene
- Aaron Copland − Nasze miasto
- Erich Wolfgang Korngold − Sokół morski
- Artie Shaw − Druga zwrotka
- Charles Previn − Spring Parade
- Roger Edens i Georgie Stoll − Strike Up the Band

### Najlepszy Montaż
- Anne Bauchens − Policja konna Północnego Zachodu
- Robert Simpson − Grona gniewu
- Warren Low − List
- Sherman Todd − Długa podróż do domu
- Hal C. Kern − Rebeka

### Najlepsze Efekty Specjalne
- wizualne: Lawrence Butler, dźwiękowe Jack Whitney − Złodziej z Bagdadu
- wizualne: Fred Sersen, dźwiękowe E.H. Hansen − Błękitny ptak
- wizualne: A. Arnold Gillespie, dźwiękowe Douglas Shearer − Gorączka nafty
- wizualne: John P. Fulton, dźwiękowe Bernard B. Brown i Joseph Lapis − The Boys from Syracuse
- wizualne: Gordon Jennings i Farciot Edouart − Doktor Cyklop
- wizualne: Paul Eagler, dźwiękowe Thomas T. Moulton − Zagraniczny korespondent
- wizualne: John P. Fulton, dźwiękowe Bernard B. Brown i William Hedgecock − Powrót niewidzialnego człowieka
- wizualne: R.T. Layton i R.O. Binger, dźwiękowe Thomas T. Moulton − Długa podróż do domu
- wizualne: Roy Seawright, dźwiękowe Elmer Raguse − Milion lat przed naszą erą
- wizualne: Jack Cosgrove, dźwiękowe Arthur Johns − Rebeka
- wizualne: Byron Haskin, dźwiękowe Nathan Levinson − Sokół morski
- wizualne: Vernon L. Walker, dźwiękowe John O. Aalberg − Szwajcarska rodzina Robinsonów
- wizualne: Farciot Edouart i Gordon Jennings, dźwiękowe Loren Ryder − Tajfun
- wizualne: Howard J. Lydecker, William Bradford i Ellis J. Thackery, dźwiękowe Herbert Norsch − Women in War

### Najlepszy Krótkometrażowy Film Animowany
- Metro-Goldwyn-Mayer − The Milky Way
- Metro-Goldwyn-Mayer − Kot dostaje łupnia (z serii Tom i Jerry)
- Leon Schlesinger − A Wild Hare (z serii Zwariowane melodie)

### Najlepszy Krótkometrażowy Film na Jednej Rolce
- Pete Smith − Quicker 'N a Wink
- Warner Bros. − London Can Take It!
- Metro-Goldwyn-Mayer − More about Nostradamus
- RKO Radio Pictures − Siege

### Najlepszy Krótkometrażowy Film na Dwóch Rolkach
- Warner Bros. − Teddy, the Rough Rider
- Metro-Goldwyn-Mayer − Eyes of the Navy
- Warner Bros. − Service with the Colors

### Oscary honorowe i specjalne
- Bob Hope – za zasługi dla przemysłu filmowego
- płk Nathan Levinson – za udział w tworzeniu filmów szkoleniowych dla Armii USA

### Nagrody Naukowe i Techniczne

#### Klasa I
- 20th Century Fox − za wymyślenie i skonstruowanie cichej kamery, (twórcy: Daniel Clark, Grover Laube, Charles Miller i Robert W. Stevens).

#### Klasa III
- Warner Bros. Studio Art Department i Anton Grot − za stworzenie oraz udoskonalenie maszyny do tworzenia iluzji fal i kręgów wodnych.